# Anisomeridium viridescens
Anisomeridium viridescens är en lavart som först beskrevs av Coppins, och fick sitt nu gällande namn av R. C. Harris. Anisomeridium viridescens ingår i släktet Anisomeridium och familjen Monoblastiaceae.   Inga underarter finns listade i Catalogue of Life.